# Copa de España de fútbol sala femenino 2013
La Copa de España de Fútbol Sala Femenino de 2013 tuvo lugar entre el 24 y el 26 de mayo en Bilbao                 (País Vasco). Es la decimonovena edición de este campeonato español.
A la cita acudieron los ocho primeros clasificados. Los cruces de cuartos se dilucidarán por orden estricto de clasificación al término de la Liga en Primera División, así el primer clasificado se medirá contra el octavo,  el segundo contra séptimo, tercero contra sexto y cuarto contra quinto.
El Burela FS Pescados Rubén se proglamó campeón por primera vez en su historia al vencer al Atlético Madrid Navalcarnero.  

## Equipos participantes
- Burela FS Pescados Rubén
- Atlético Madrid Navalcarnero
- FS Ciudad de Alcorcón
- Universidad de Alicante FSF
- Valladolid FSF
- Lacturale Gurpea Navarra
- C. Queralt Gironella
- V.P. Soto del Real

## Organización

### Sede
El torneo se disputó en la ciudad de Bilbao, en el Pabellón de Deportes La Casilla.

## Resultados
|  | Cuartos de final      | Cuartos de final   |                      |                 | Semifinales        | Semifinales        |  |           | Final              | Final              |  |
|  | 24 de mayo de 2013    | 24 de mayo de 2013 |                      |                 | 25 de mayo de 2013 | 25 de mayo de 2013 |  |           | 26 de mayo de 2013 | 26 de mayo de 2013 |  |
|  |                       |                    |                      |                 |                    |                    |  |           |                    |                    |  |
|  |                       |                    |                      |                 |                    |                    |  |           |                    |                    |  |
|  | Burela PR             | 3                  |                      |                 |                    |                    |  |           |                    |                    |  |
|  | Burela PR             | 3                  |                      |                 |                    |                    |  |           |                    |                    |  |
|  | V.P. Soto del Real    | 1                  |                      |                 |                    |                    |  |           |                    |                    |  |
|  | V.P. Soto del Real    | 1                  |                      | Burela PR       | 4                  |                    |  |           |                    |                    |  |
|  |                       |                    |                      | Burela PR       | 4                  |                    |  |           |                    |                    |  |
|  |                       |                    | Lacturale G. Navarra | 1               |                    |                    |  |           |                    |                    |  |
|  | FS Ciudad de Alcorcón | 1                  | Lacturale G. Navarra | 1               |                    |                    |  |           |                    |                    |  |
|  | FS Ciudad de Alcorcón | 1                  |                      |                 |                    |                    |  |           |                    |                    |  |
|  | Lacturale G. Navarra  | 2                  |                      |                 |                    |                    |  |           |                    |                    |  |
|  | Lacturale G. Navarra  | 2                  |                      |                 |                    |                    |  | Burela PR | 6                  |                    |  |
|  |                       |                    |                      |                 |                    |                    |  | Burela PR | 6                  |                    |  |
|  |                       |                    | Atlético Madrid      | 1               |                    |                    |  |           |                    |                    |  |
|  | Atlético Madrid       | 4                  | Atlético Madrid      | 1               |                    |                    |  |           |                    |                    |  |
|  | Atlético Madrid       | 4                  |                      |                 |                    |                    |  |           |                    |                    |  |
|  | C. Queralt Gironella  | 1                  |                      |                 |                    |                    |  |           |                    |                    |  |
|  | C. Queralt Gironella  | 1                  |                      | Atlético Madrid | 3                  |                    |  |           |                    |                    |  |
|  |                       |                    |                      | Atlético Madrid | 3                  |                    |  |           |                    |                    |  |
|  |                       |                    | Univ. Alicante       | 2               |                    |                    |  |           |                    |                    |  |
|  | Univ. Alicante        | 6                  | Univ. Alicante       | 2               |                    |                    |  |           |                    |                    |  |
|  | Univ. Alicante        | 6                  |                      |                 |                    |                    |  |           |                    |                    |  |
|  | Valladolid FSF        | 5                  |                      |                 |                    |                    |  |           |                    |                    |  |
|  | Valladolid FSF        | 5                  |                      |                 |                    |                    |  |           |                    |                    |  |
|  |                       |                    |                      |                 |                    |                    |  |           |                    |                    |  |

### Cuartos de final

#### Burela FS Pescados Rubén - V.P. Soto del Real
| 24 de mayo de 2013, 10:15 | Burela FS Pescados Rubén                            | 3:1 (2:0) | V.P. Soto del Real | Pabellón La Casilla, Bilbao                                                            |                                                                                        |
|                           | Dolo 7' · Mayte G.ª Montaña 12' · Dany Domingos 38' | Reporte   | Pitu 24'           | Asistencia: 250 espectadores Árbitro(s): Miguel Bardella Barbolla y David Ocaña Romero | Asistencia: 250 espectadores Árbitro(s): Miguel Bardella Barbolla y David Ocaña Romero |

#### Atlético Madrid Navalcarnero - C. Queralt Gironella
| 24 de mayo de 2013, 12:30 | Atlético Madrid Navalcarnero                               | 4:1 (1:1) | C. Queralt Gironella | Pabellón La Casilla, Bilbao                                                |                                                                            |
|                           | Priscila 16' · Ju Delgado 26' · Anita Luján 40' · Leti 40' | Reporte   | Anna Costa 11'       | Asistencia: 250 espectadores Árbitro(s): Egía Echearte y Galbarriatu Ramos | Asistencia: 250 espectadores Árbitro(s): Egía Echearte y Galbarriatu Ramos |

#### FS Ciudad de Alcorcón - Lacturale Gurpea Navarra
| 24 de mayo de 2013, 17:30 | FS Ciudad de Alcorcón | 1:2 (1:1) | Lacturale Gurpea Navarra            | Pabellón La Casilla, Bilbao                                          |                                                                      |
|                           | Lorena 13'            | Reporte   | Sandra Soto 15' · Andrea Feijóo 38' | Asistencia: 500 espectadores Árbitro(s): Eder Gómez y Alberto Grande | Asistencia: 500 espectadores Árbitro(s): Eder Gómez y Alberto Grande |

#### Universidad de Alicante - Valladolid FSF
| 24 de mayo de 2013, 20:00 | Universidad de Alicante FSF                                                               | 6:5 (4:2) | Valladolid FSF                                   | Pabellón La Casilla, Bilbao                                                    |                                                                                |
|                           | Sofia Vieira 8' 32' · Palmi 13' · Pao Cartagena 16' · Sara Navalón 19' · María Molina 24' | Reporte   | Leti Martín 3' 40' · Ame Romero 11' 40' · Ro 38' | Asistencia: 500 espectadores Árbitro(s): Asier Alfonso y Urrestarauzu González | Asistencia: 500 espectadores Árbitro(s): Asier Alfonso y Urrestarauzu González |

### Semifinales

#### Burela FS Pescados Rubén - Lacturale Gurpea Navarra
| 25 de mayo de 2013, 17:00 | Burela FS Pescados Rubén                                | 4:1 (3:0) | Lacturale Gurpea Navarra | Pabellón La Casilla, Bilbao                                         |                                                                     |
|                           | Mayte G.ª Montaña 7' 20' · Lidia Mesias 20' · Peque 24' | Reporte   | Bea Mateos 40'           | Asistencia: 600 espectadores Árbitro(s): Abel Asenjo y Aitor Felipe | Asistencia: 600 espectadores Árbitro(s): Abel Asenjo y Aitor Felipe |

#### Atlético Madrid Navalcarnero - Universidad de Alicante
| 25 de mayo de 2013, 19:15 | Atlético Madrid Navalcarnero | 3:2 (2:2) | Universidad de Alicante FSF | Pabellón La Casilla, Bilbao                                           |                                                                       |
|                           | Beita 8' 9' · Leti 40'       | Reporte   | Sara Navalón 7' 18'         | Asistencia: 600 espectadores Árbitro(s): Gaizka Cortijo y Ibon García | Asistencia: 600 espectadores Árbitro(s): Gaizka Cortijo y Ibon García |

### Final
| 1           | Bandera de Brasil | Joziane de Oliveira |  |
| 4           | Bandera de España | Lidia Mesías        |  |
| 7           | Bandera de España | Peque               |  |
| 8           | Bandera de España | Haydée Agras        |  |
| 15          | Bandera de España | Lucia Nespereira    |  |
| Entrenador: | Entrenador:       | Javier Pardeiro     |  |

| 1           | Bandera de España | Vane Barberá   |  |
| 6           | Bandera de España | Isa García     |  |
| 10          | Bandera de España | Natalia Flores |  |
| 14          | Bandera de España | Anita Luján    |  |
| 15          | Bandera de Brasil | Ju Delgado     |  |
| Entrenador: | Entrenador:       | Carlos Pulido  |  |

| 5  | Bandera de España | Dolores Sánchez |  |
| 17 | Bandera de España | Maite García    |  |
| 3  | Bandera de Brasil | Dany Domingos   |  |

| 9  | Bandera de España | Leticia Sanchez   |  |
| 17 | Bandera de Brasil | Priscila Farias   |  |
| 7  | Bandera de España | Beatriz Fernández |  |
| 11 | Bandera de Brasil | Fabiana Vinceste  |  |

| Anotado | 4'  | Dany Domingos       | 1-0 |
| Anotado | 15' | Dany Domingos       | 2-0 |
| Anotado | 34' | Peque               | 3-0 |
| Anotado | 34' | Joziane de Oliveira | 4-0 |
| Anotado | 39' | Lidia               | 5-0 |
| Anotado | 40' | Dany Domingos       | 6-1 |

| Anotado | 39' | Ju Delgado | 5-1 |

| Amonestado |  | Dany Domingos |  |

| Amonestado |  | Leticia Sanchez |  |

| 1           | Bandera de Brasil | Joziane de Oliveira |  |
| 4           | Bandera de España | Lidia Mesías        |  |
| 7           | Bandera de España | Peque               |  |
| 8           | Bandera de España | Haydée Agras        |  |
| 15          | Bandera de España | Lucia Nespereira    |  |
| Entrenador: | Entrenador:       | Javier Pardeiro     |  |

| 1           | Bandera de España | Vane Barberá   |  |
| 6           | Bandera de España | Isa García     |  |
| 10          | Bandera de España | Natalia Flores |  |
| 14          | Bandera de España | Anita Luján    |  |
| 15          | Bandera de Brasil | Ju Delgado     |  |
| Entrenador: | Entrenador:       | Carlos Pulido  |  |

| 5  | Bandera de España | Dolores Sánchez |  |
| 17 | Bandera de España | Maite García    |  |
| 3  | Bandera de Brasil | Dany Domingos   |  |

| 9  | Bandera de España | Leticia Sanchez   |  |
| 17 | Bandera de Brasil | Priscila Farias   |  |
| 7  | Bandera de España | Beatriz Fernández |  |
| 11 | Bandera de Brasil | Fabiana Vinceste  |  |

| Anotado | 4'  | Dany Domingos       | 1-0 |
| Anotado | 15' | Dany Domingos       | 2-0 |
| Anotado | 34' | Peque               | 3-0 |
| Anotado | 34' | Joziane de Oliveira | 4-0 |
| Anotado | 39' | Lidia               | 5-0 |
| Anotado | 40' | Dany Domingos       | 6-1 |

| Anotado | 39' | Ju Delgado | 5-1 |

| Amonestado |  | Dany Domingos |  |

| Amonestado |  | Leticia Sanchez |  |

| Galicía                                      |
| Campeón Burela FS Pescados Rubén 1.er título |

### Tabla de goleadoras
| Puesto                                                  | Jugadora                | Equipo                     | Goles |
| ------------------------------------------------------- | ----------------------- | -------------------------- | ----- |
| 1                                                       | Dany Domingos           | Burela FS Pescados Rubén   | 4     |
| 2                                                       | Sara Navalón            | CD Universidad de Alicante | 3     |
| 2                                                       | Mayte G.ª de la Montaña | Burela FS Pescados Rubén   | 3     |
| Última actualización: 26 de mayo de 2013. Fuente: ACFSF |                         |                            |       |